# Estadio de Langeleegte
El Estadio de Langeleegte también llamado Estadio Henk Nienhuis es un estadio de fútbol ubicado en la ciudad de Veendam, provincia de Groninga, en los Países Bajos. El estadio fue inaugurado en 1954, y es utilizado por el club de fútbol BV Veendam para sus partidos en casa.
El estadio fue inaugurado en 1954 con el nombre de Sportpark De Langeleegte. El recinto toma su nombre de la calle en la que se encuentra. En 1998 el estadio se sometió a una importante renovación. Hoy en día, el estadio consta de dos tribunas que se encuentran a dos metros de altura con respecto al nivel del campo de juego y dos tribunas a nivel del suelo detrás de cada portería. Posee una capacidad de 6.500 asientos cubiertos que se distribuyen en las cuatro gradas del estadio.
En enero de 2018, el municipio de Veendam decidió que De Langeleegte pasaría a llamarse Estadio Henk Nienhuis. Esto se plasmó en una ceremonia que tuvo lugar el 12 de noviembre de 2021.

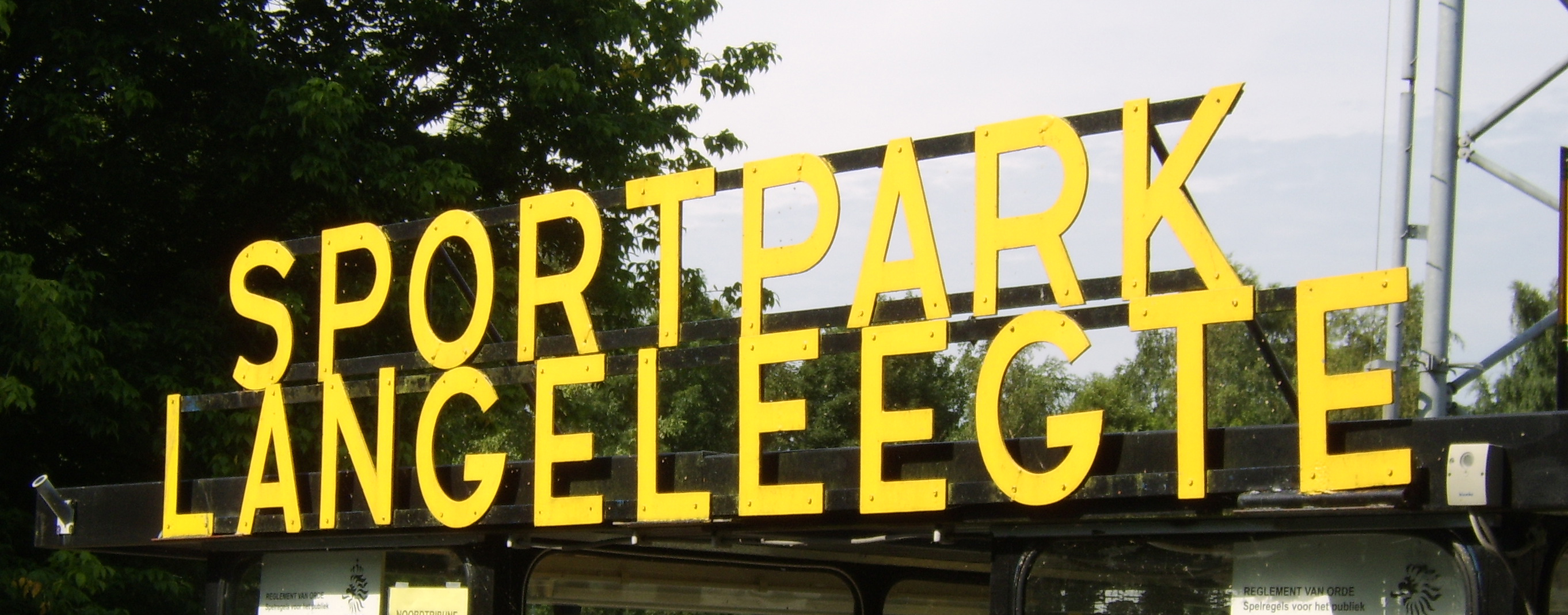